# Террі Голледей
Террі Голледей (англ. Terry Holladay, нар. 28 листопада 1955) — колишня професійна американська тенісистка.
Здобула два парні титули туру WTA.
Найвищу одиночну позицію світового рейтингу — 39 місце досягнула 1 жовтня 1984, парну — 54 місце — 21 грудня 1986 року.
Завершила кар'єру 1987 року.

## Результати

### Досягнення в турнірах Великого шолома
| Турнір                                 | 1975  | 1976  | 1977  | 1978  | 1979  | 1980  | 1981  | 1982  | 1983  | 1984  | 1985  | 1986  | 1987  | Career SR |
| -------------------------------------- | ----- | ----- | ----- | ----- | ----- | ----- | ----- | ----- | ----- | ----- | ----- | ----- | ----- | --------- |
| Відкритий чемпіонат Австралії з тенісу |       |       |       |       |       |       |       |       |       |       | 2р    | NH    | 1р    | 0 / 2     |
| Відкритий чемпіонат Франції з тенісу   |       |       |       |       |       |       |       |       |       | A     | 1р    | 1р    | 1р    | 0 / 3     |
| Вімблдонський турнір                   | 1р    | 3р    | 2р    | 3р    |       | 2р    | 1р    |       |       | 1р    | 2р    |       | 1р    | 0 / 7     |
| Відкритий чемпіонат США з тенісу       | 2р    | 1р    | 2р    | 2р    | 3р    |       |       |       | 3р    | 2р    | 1р    | 1р    |       | 0 / 8     |
| SR                                     | 0 / 2 | 0 / 2 | 0 / 2 | 0 / 2 | 0 / 1 | 0 / 1 | 0 / 1 | 0 / 0 | 0 / 1 | 0 / 2 | 0 / 4 | 0 / 2 | 0 / 3 | 0 / 23    |

### Одиночний розряд
| Результат | Дата         | Турнір                         | Покриття  | Опонент            | Рахунок       |
| --------- | ------------ | ------------------------------ | --------- | ------------------ | ------------- |
| Поразка   | травень 1975 | Bournemouth                    | Ґрунт     | Джанет Ньюберрі    | 7–9, 7–5, 6–3 |
| Поразка   | 1977         | Dallas, Texas                  | Килим (i) | Сью Баркер         | 6–1, 7–6(7–4) |
| Поразка   | 1980         | Toray Sillook Open 1980, Tokyo | Килим (i) | Біллі Джин Кінг    | 7–5, 6–4      |
| Поразка   | 1984         | Солт-Лейк-Сіті                 | Килим (i) | Івонн Вермак       | 6–3, 3–6, 6–2 |
| Поразка   | 1984         | Порт-Сент-Люсі                 | Килим (i) | Катаріна Ліндквіст | 6–2, 2–6, 6–2 |

### Парний розряд
| Результат | Дата | Турнір                                          | Покриття | Партнер          | Опоненти                     | Рахунок       |
| --------- | ---- | ----------------------------------------------- | -------- | ---------------- | ---------------------------- | ------------- |
| Поразка   | 1984 | Southern California Open, Сан-Дієго             | Тверде   | Івона Кучиньська | Бетсі Нагелсен Пола Сміт     | 2–6, 4–6      |
| Перемога  | 1985 | Birmingham Classic, Бірмінгем                   | Трава    | Шерон Волш       | Еліз Берджін Алісія Молтон   | 6–4, 5–7, 6–3 |
| Перемога  | 1986 | Virginia Slims of Newport, Ньюпорт (Род-Айленд) | Трава    | Гезер Ладлофф    | Синтія Макгрегор Гретчен Раш | 6–1, 6–7, 6–3 |